# Екселсіор (округ Сок, Вісконсин)
Екселсіор (англ. Excelsior) — місто (англ. town) в США, в окрузі Сок штату Вісконсин. Населення — 1603 особи (2020).

## Демографія
Згідно з переписом 2010 року, у місті мешкало 1575 осіб у 606 домогосподарствах у складі 489 родин. Було 671 помешкання
Расовий склад населення:
| - 98,2 % — білих - 0,4 % — корінних американців - 0,3 % — азіатів - 0,1 % — чорних або афроамериканців |

До двох чи більше рас належало 0,8 %. Частка іспаномовних становила 1,9 % від усіх жителів.
За віковим діапазоном населення розподілялося таким чином: 20,4 % — особи молодші 18 років, 63,5 % — особи у віці 18—64 років, 16,1 % — особи у віці 65 років та старші. Медіана віку мешканця становила 46,7 року. На 100 осіб жіночої статі у місті припадало 106,7 чоловіків;  на 100 жінок у віці від 18 років та старших — 106,8 чоловіків також старших 18 років.
Середній дохід на одне домашнє господарство  становив 80 911 долар США (медіана — 69 167), а середній дохід на одну сім'ю — 87 243 долари (медіана — 74 318). Медіана доходів становила 53 821 долар для чоловіків та 40 170 доларів для жінок. За межею бідності перебувало 5,8 % осіб, у тому числі 6,4 % дітей у віці до 18 років та 5,5 % осіб у віці 65 років та старших.
Цивільне працевлаштоване населення становило 977 осіб. Основні галузі зайнятості: освіта, охорона здоров'я та соціальна допомога — 22,1 %, виробництво — 14,5 %, будівництво — 14,3 %.